# Эсмаилпур, Масуд
Масуд Эсмаилпур Джуйбари (перс. مسعود اسماعیل‌پور جویباری‎, 6 августа 1988) — иранский борец вольного стиля, чемпион Азии, призёр чемпионатов мира.

## Биография
Родился в Джуйбаре. В 2008 году стал чемпионом мира среди юниоров и чемпионом Азии среди юниоров. В 2009 году завоевал бронзовую медаль чемпионата Азии. В 2010 году стал чемпионом Азии. На чемпионате Азии 2012 года завоевал серебряную медаль, но на Олимпийских играх в Лондоне стал лишь 7-м. В 2013 году завоевал бронзовую медаль чемпионата мира. В 2014 году стал чемпионом Азии и Азиатских игр, и завоевал серебряную медаль чемпионата мира.